# Morvan
El Morvan (francès: Morvan, antigament Morvand) és un massís de baixa muntanya situat a Borgonya-Franc Comtat, als confins dels departaments de la Costa d'Or, de la Nièvre, de Saona i Loira i del Yonne, format per planes sedimentàries que són el Bazois a l'oest, la Terre-Plaine al nord, l'Auxois al nord-est, l'Autunois al sud-est i el Charolès al sud.